# Nalgadas eróticas

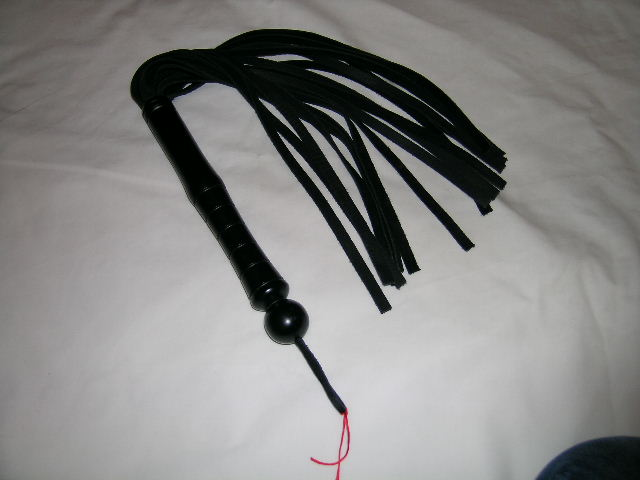
Instrumento para la flagelación erótica: flogger.

Las nalgadas eróticas, también conocidas con los términos de spanking erótico, azotainas eróticas, zurras eróticas o disciplina inglesa (en referencia al énfasis en el uso del castigo corporal en las prácticas de crianza y educación inglesas) se refieren al acto de dar una nalgada o zurrar a otra persona para la excitación o gratificación sexual de una o ambas personas involucradas. La intensidad del acto puede variar tanto en su duración como en su severidad, y puede incluir el uso de uno o más instrumentos para zurrar (p. ej., cucharones de madera o varas) o flagelar. Las actividades van desde una palmada espontánea en las nalgas desnudas durante la actividad sexual hasta el juego de roles sexual (p. ej., el juego de edades o la llamada disciplina doméstica). Las nalgadas eróticas se encuentran a menudo dentro y asociadas con el BDSM, si bien la actividad no es exclusiva de éste. Siguiendo la terminología del inglés, el término spankee (lit., zurrado) se utiliza comúnmente en el spanking erótico para referirse a la persona que recibe las nalgadas.  

## Generalidades
En algunas culturas, zurras o azotainas a las mujeres hasta y más allá de la edad adulta por parte del hombre cabeza de familia (padre, marido, hermano mayor) siguen siendo una costumbre y una práctica común y aprobada de disciplina doméstica incluso hoy en día. De hecho, en tales culturas se cree que el hombre, como cabeza de la institución familiar, tiene el derecho, además del deber, de castigar adecuadamente a su mujer y a sus hijos cuando surja una causa justa. En la mayoría de los países occidentales modernos, esta práctica de coacción física ha llegado a considerarse con el tiempo como ilegítima, además de socialmente inaceptable, como violencia y abuso doméstico. Sin embargo, el castigo corporal rutinario por parte de los maridos contra sus esposas existe en algunas partes del mundo en desarrollo (y todavía ocurre, en casos aislados, incluso en los países occidentales). 
Se ha mantenido hasta hoy como una forma consensuada de erotizar la relación en privado y como preludio al acto sexual. Entre parejas adultas, las nalgadas juguetonas en situaciones íntimas también tienen una función erótica y sexual. Dependiendo de la intención, la planificación y la intensidad de esta actividad (caricias, nalgadas en el contexto del coito, juegos de roles), se puede hablar aquí bien más de un juego erótico o bien de una actividad de tipo BDSM, especialmente sadomasoquismo. Sin embargo, muchas personas interpretan su gusto por las nalgadas como algo independiente, que tiene poco en común con el sadomasoquismo clásico y que puede significar una preferencia por las nalgas (pigofilia).
Los nalgadas eróticas pueden practicarse de muy diversas maneras, desde tiernas palmadas acariciadoras hasta juegos de roles de disciplina (p. ej., pretender que se es un profesor o profesora y que la otra persona es un/una estudiante rebelde que debe ser castigada) hasta severos castigos con bondage. Otra práctica popular relacionada es la de apretar las nalgas de la pareja, que también puede realizarse en un sentido exhibicionista, por ejemplo durante una caminata por la ciudad. 
De esta manera, las nalgadas eróticas, spanking erótico o disciplina Inglesa, pueden entenderse como una de las partes de un concepto más amplio que engloba comportamientos sexuales no-convencionales, el BDSM. Algunos autores la incluyen en el sadomasoquismo, aunque también es posible entenderla como parte de los Juegos de Rol-DS, gracias a que a veces incorpora formas de relación sexual en la que una de las partes toma el papel de maestro o maestra "inflexible", mientras que la otra parte asume el papel de alumna o alumno.
Independientemente de cómo se practiquen las nalgadas eróticas, el principio de absoluta seguridad, razonabilidad y consensualidad (del inglés «Safe, Sane, Consensual») constituye la base decisiva, ya que las nalgadas, como otros tipos de estimulación sexual, pueden no ser aceptadas y solo desencadenar reticencia si:
- la intención no está clara, por ejemplo si las nalgadas ocurren «accidentalmente» cuando alguien acaba de agacharse para recoger algo,
- son dadas por una persona a la que uno no le gusta que le toque eróticamente,
- se dan de una manera que indica que el azotador no puede controlarse y piensa solo en sí mismo en lugar de en la persona azotada (spankee).

La consensualidad, por otro lado, puede asumirse que existe cuando, por ejemplo, el o la spankee se dobla por su cuenta (sin bondage) para recibir una nalgada. Al doblarse voluntariamente (p. ej., intentando tocar los dedos del pie) se garantiza entonces una nalgada bajo control y segura de parte del azotador en la zona sexualmente relevante de las nalgas. Es importante, pues, que las nalgadas estén preparadas para que el o la spankee pueda sentir el carácter erótico y el placer sensual de recibirlas. Las reacciones físicas intensas (contracciones y chillidos) no demuestran necesariamente que el spankee esté incómodo, siempre que mantenga voluntariamente su posición.
Además, se puede acordar el uso de una palabra de seguridad. Esto da a la o el spankee la posibilidad de poder fingir que se suplica que termine el «castigo» como parte del rol que se juega, sin que éste termine de hecho, pero de poder parar realmente el juego de forma controlada en cualquier momento si en verdad es lo que se desea. 

## Historia

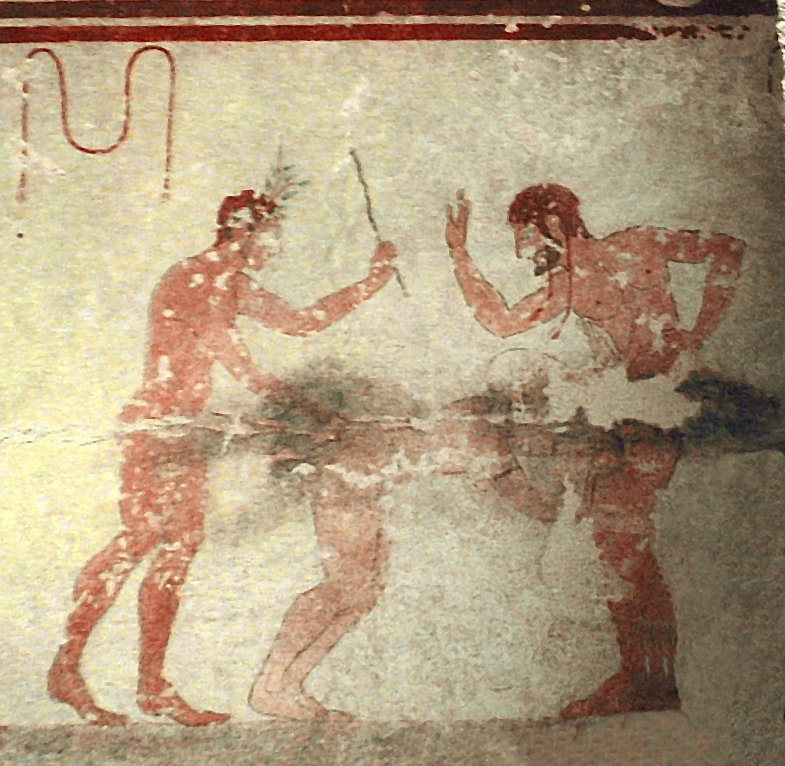
Fresco dentro de la Tumba de la flagelación, de origen etrusco, en el que se aprecian dos hombres azotando a una mujer en una situación erótica

### Antes delsigloXIX
Una de las representaciones más antiguas de nalgadas eróticas se encuentra en la Tumba de la flagelación, de origen etrusco, del siglo V a. C.
Manuales de sexo antiguos como el Kama Sutra indio (circa 400 a. C.), el Ratirahasya o Koka Shastra indio (ca. 1150 d. C.) o El jardín perfumado árabe (ca. 1400 d. C.) incluyen entre sus recomendaciones el uso de nalgadas para aumentar la excitación sexual.
Los azotes o nalgadas se mencionan en el Arte de amar de Ovidio, que elogiaba la postura adoptada para recibir nalgadas: «tomad posturas acomodadas al cuerpo, pues no a todas conviene una misma. La de muy señalada hermosura muestre supina sus tesoros, y el dorso solamente aquella que puede agradar de este modo», escribió en su obra cumbre (Libro III, 770).
Jean-Jacques Rousseau relata en Las Confesiones (1770) la agitación sexual que experimentó cuando a los ocho años fue azotado por la señorita Lambercier, una mujer de treinta años, lo que tuvo el efecto inesperado de hacerle descubrir el placer sexual y provocar su disfrute (LIbro I).
Jean Feixas describe la generalización del uso erótico de las azotainas en el siglo XVIII, siendo los azotes y nalgadas especialmente solicitados los usuarios de los burdeles de la época, tal vez emulados por Sade.

### Siglo XIX
El interés en la gratificación sexual recibida por dar, recibir o presenciar una zurra o azotaina empezó a aumentar durante el siglo XIX (particularmente en Francia y el Reino Unido). No fue pues sino hasta este siglo cuando el interés por los azotes eróticos se hizo patente. La representación de los azotes eróticos y la flagelación ocupó un lugar destacado en la pornografía victoriana. Durante la época victoriana circularon cientos de miles de grabados, fotografías y literatura sobre las diversas fantasías del spanking erótico, incluyendo revistas eróticas como The Whippingham Papers, The Birchen Bouquet, Exhibition of Female Flagellants en los Estados Unidos, y óperas cómicas pornográficas como Lady Bumtickler's Revels. Históricamente, se suele vincular su aparición al efecto que los castigos disciplinarios de las escuelas inglesas en épocas victorianas tuvieron sobre alumnos y alumnas cuando estos se transformaron posteriormente en personas adultas. En ese aspecto, el libro El Erotómano (La vida secreta de Henry S.), de Ian Gibson, constituye un libro de referencia.
El interés no se limitó solo a la creación de literatura sobre el tema, sino que el desarrollo de la fotografía durante el siglo XIX resultó en el comienzo de la creación de la fotografía de azotainas y nalgadas. En el contexto literario, esta creciente demanda llevó a la publicación de numerosas novelas sobre el tema en edición limitada (si bien, se trató en general de novelas cortas).

### Siglo XX

#### Comienzos del siglo XX
El interés por las nalgadas eróticas (tanto en la literatura como en la fotografía) se extendió al siguiente siglo, siendo el comienzo del siglo XX considerado como la «Era dorada» de la literatura sobre el tema. Este periodo de literatura sobre las zurras eróticas está marcado por tres características notables. En primer lugar, gracias a la disponibilidad de ediciones menos costosas y más grandes, audiencias más numerosas pudieron alcanzarse. En segundo lugar, muchas de las novelas sobre el tema contenían numerosas ilustraciones (muchas de las cuales son ahora de dominio público y se pueden encontra fácilmente en línea). Finalmente, se apreció en este periodo un aumento gradual en la creación y publicación de literatura sobre el tema, particularmente en la década de 1920 y llegando a su punto más alto en la década de 1930. Muchas de las obras de esta época fueron por editoriales, escritores e ilustradores franceses. De manera similar, dentro del contexto de la fotografía de nalgadas eróticas, Francia fue también el lugar de creación de gran cantidad de contenido, siendo los estudios Biederer y Ostra los más notorios. Esta «era dorada» de la literatura sobre nalgadas (y de fotografía francesa sobre nalgadas) llegó a su fin como resultado de la Segunda Guerra Mundial, más específicamente con la ocupación alemana de Francia entre 1940 y 1944 y la posterior creación de leyes de censura. Una excepción algo notable al declive de esta literatura durante este periodo fue la revista de bondage Bizarre de John Willie (publicada entre 1946 y 1959).
De las muchas obras francesas de la «era dorada» pocas fueron traducidas a otros idiomas en los que tal literatura era popular, específicamente el inglés y el alemán, pero a partir de mediados de la década de 1960 varias de estas obras francesas fueron traducidas y publicadas en otros idiomas, así como reimpresas en francés junto con reimpresiones de obras británicas más antiguas. Esto fue posible gracias a la disponibilidad de libros en rústica producidos en masa y a cambios en las leyes de censura.

#### Segunda mitad delsigloXX
Durante la segunda mitad del siglo XX, cambios en las leyes de censura junto con mejoras tecnológicas permitieron una mayor asequibilidad para las personas interesadas en adquirir contenido relacionado con las nalgadas eróticas.
Como una extensión de los desarrollos más tempranos dentro de la literatura y la fotografía sobre este tema, durante este periodo varias revistas fetichistas dedicadas a historias e imágenes de azotainas eróticas se hicieron disponibles legalmente.
También se apreció en este periodo un importante desarrollo tanto en la producción como la asequibilidad de películas eróticas de spanking. Mientras que esecenas de este tipo se habían filmado ya en la década de 1920, hasta la década de 1980 la tecnología limitaba la calidad de sus grabaciones y la capacidad de los consumidores de verlas fácilmente. Además de los cambios en las leyes de censura, la introducción de la videograbadora permitió a los creadores producir y distribuir películas de spanking erótico que eran mucho más fáciles de obtener y ver por parte de los consumidores.

### Siglo XXI
La proliferación del internet ha permitido a los individuos, de diferentes niveles de interés preexistente y/o conocimiento, más facilidad que nunca a la hora de explorar y consumir contenido relacionado con las nalgadas eróticas.
En parte, a partir de las anteriores productoras de revistas y vídeos de azotes eróticos, numerosos sitios web pornográficos (principalmente con sede en Estados Unidos o Gran Bretaña) se dedican en el siglo XXI a producir películas de spanking de distinta duración y sobre diversos escenarios.
Internet también ha dado lugar a la creación de varios blogs que discuten el tema de los azotes eróticos y sitios web sin ánimo de lucro que publican relatos de azotes eróticos.
Entre las personalidades conocidas que han descrito una preferencia sexual por las nalgadas (y posiblemente también por las azotainas) se encuentran el filósofo suizo-francés Jean-Jacques Rousseau (1712-1778) y los escritores británicos Algernon Swinburne (1837-1909) y T. H. White (1906-1964), la fundadora del museo alemán Charlotte von Mahlsdorf (1928-2002) y el escritor germano-francés Georges-Arthur Goldschmidt (*1928) según sus obras autobiográficas.

## Elementos

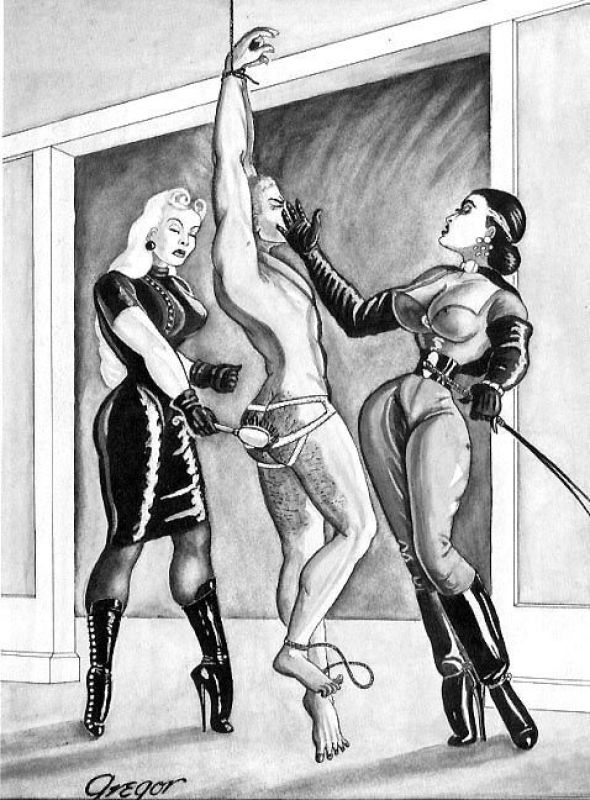
Luna de Miel Bizarra: Entrenada para Servir, ilustración de Gregor de hacia 1950.

El tipo de nalgada más común es el que se administra en las nalgas expuestas: se lleva a cabo principalmente con las manos desnudas, pero a menudo también se puede utilizar una variedad de herramientas específicas como los instrumentos clásicos (regla de madera, vara, caña de bambú, cinto, palmatoria, etc. ) o bien los desarrollados en la última centuria a esos efectos, derivados de predecesores con otras funciones, como el gato de nueve colas (flogger). No obstante, es posible emplear cualquier tipo de instrumento para infligir el castigo, como una cuchara de madera, una aguja de hacer punto, un cepillo para el pelo, etcétera. Y el castigo también puede llegar a incluir, según lo pactado por ambos miembros de la relación consentida spanko, palmetazos en las manos o algún azote en la parte superior de los muslos, generalmente cuando se trata de un correctivo por una falta real algo seria.

### Bastón
Es un implemento o instrumento utilizado en la práctica del spanking, especialmente disciplinario. Aunque generalmente se utilizan bastones trabajados, es posible emplear también los de origen completamente natural, como puede ser la rama de un arbusto una vez desbrozada convenientemente, pero dejaría unas marcas muy intensas al no estar tratada. Con el bastón se inflige un severo dolor muy localizado, generalmente dejando marcas en forma de líneas rectas en algunas superficies de la piel que entra en contacto con el bastón durante el castigo; en casos de extrema severidad, este instrumento llega a provocar laceraciones al romper la piel con el impacto, por lo que es un implemento que ha de ser usado con mucha precisión y midiendo muy bien la intensidad que se le quiere imprimir al castigo. Además, lo característico de este instrumento es que el azote va precedido del silbido que produce el bastón al rasgar el aire, siendo un silbido agudo y que fácilmente puede amortiguar una pared.
Su origen está en los castigos corporales en las escuelas inglesas. Los mejores son los de abedul o bambú, con pocos nudos o, mejor, sin ellos.

### Cinturón
Un cinturón o cinto es una prenda en forma de banda flexible fabricada de cuero u otro material resistente que se coloca alrededor de la cintura para sujetar el pantalón o ceñir el vestido u otra prenda similar. El azote dado con el cinturón deja una marca en forma de franja tan ancha como anchura tenga la prenda en sí. Con él puede controlarse muy bien la intensidad y el lugar donde se golpea, usándose frecuentemente doblado por la mitad, sujetando la hebilla para evitar que golpee; en algunos casos se utiliza sin doblar, pero el control de esta manera disminuye enormemente porque la punta del cinturón puede llegar a enroscarse y golpear en lugares donde no se pretendía al imponer el castigo, llegando a provocar heridas de diversa consideración, según la intensidad del castigo, obviamente. 
Los mejores en este caso son los cinturones anchos, de cuero y engrasados para hacerlos más flexibles, bien usando grasa de caballo o incluso con cualquier tipo de crema hidratante que no deje residuo.

### Rebenque
El rebenque es un implemento procedente de Argentina y Uruguay. En sí es un trozo de cuero vacuno diseñado para azotar al ganado. Entre sus diseños cabe destacar algunos creados con mango de plata y pensados para el adorno.
Este implemento puede ser exhibido en la disciplina doméstica para recordarle a la pareja que las faltas se pagan. Al estar pensado para azotar, su manejo es cómodo para el spanker y eficaz para la spankee.
El precio puede variar dependiendo de los adornos y lo trabajado que esté.

## Posturas

### Sobre las rodillas
En esta postura el azotador (o spanker) está sentado y el azotado (o spankee) tumbado boca abajo sobre sus rodillas. Es la postura más clásica y en ella existe un contacto corporal directo y permanente entre los dos participantes. También permite inmovilizar de forma más eficaz al azotado simplemente con sujetar a su espalda uno de sus brazos, los cuales tiene que usar para mantener el equilibrio. Aunque en esta postura el spanker tiene perfectamente a su alcance las posaderas y piernas del azotado, lo que permite el control completo en cuanto a ritmo, intensidad y demás variables que pueden introducirse en el castigo en sí, el spankee está demasiado cerca como para permitir el uso de todos los implementos. De esta manera, sí se podría utilizar implementos cortos, como la zapatilla, una paleta, un cinto doblado en cuatro o solo en dos y enrollado en la mano del spanker, una cuchara de madera, una regla corta o incluso una vara de reducidas dimensiones, pero sería muy difícil manejar un bastón o un látigo en esta postura.
Para esta postura existes diversas variantes:
- El spanker está sentado en una silla con un pie apoyado en algo que permita elevar la posición de una rodilla con respecto de la otra. El spankee se coloca en las rodillas tumbado como ya se ha dicho, pero sus nalgas quedan más altas, endureciendo así el castigo sin necesidad de emplear una intensidad extraordinaria.
- El spanker está de pie, con un pie apoyado en una superficie dura, de modo que el spankee queda colocado mirando al suelo prácticamente en equilibrio sobre una sola rodilla de su azotador.

Otra posibilidad es que el spanker esté sentado en algo blando, como una cama, con las piernas completamente estiradas, y el spankee se tumbe sobre sus rodillas quedando casi completamente tumbado a su vez; en esta variación no ha de mantener el equilibrio porque la superficie de la cama ya le sujeta. Es una posición generalmente usada en spanking erótico, con tintes sensuales.

### Sobre una silla
Existen diversas variantes de posturas de castigo que emplean una o varias sillas:
- El spankee se inclina sobre la silla, apoyando las palmas de las manos en el asiento de la misma, lo que permite al spanker tener perfecto acceso tanto a sus nalgas como a sus muslos para infligir el castigo. Esta posición puede tener otra variante en la que el spankee apoya el estómago en el respaldo de la silla y las manos en el asiento, aferrando el borde del mismo; en esta variante, el spankee queda con la cabeza levantada, siendo frecuente que deba mirar a la pared que tiene delante, no siendo extraño que el spanker haya prohibido al spankee bajar la cabeza durante el castigo. Además, el spankee puede anticipar, por las sombras, el azote que recibirá. En ambas variantes de la misma posición, el spankee suele mantener las piernas algo separadas.

- El spankee se coloca de rodillas con las rodillas juntas en el borde de la silla, con los brazos sobre el respaldo de la misma. En esta variante, el spanker solo tiene acceso a las nalgas del spankee, quedando los muslos de éste bastante protegidos, pero se añade al castigo la incomodidad de tener que permanecer de rodillas casi en equilibrio sobre el borde del asiento, lo que impide que el spankee se mueva demasiado.

- El spankee se coloca de rodillas en el asiento de una silla, con el estómago apoyado en los respaldos de las dos sillas y las manos apoyadas en el asiento de la segunda silla, a cuatro patas. Esta posición deja al alcance del spanker las nalgas y los muslos del spankee por completo, que además no puede apenas moverse, uniendo al castigo la incomodidad de estar arrodillado y con las palmas de las manos apoyadas completamente, manteniendo todo el peso de su parte superior. En ella el spankee puede mantener la cabeza en alto o bien completamente agachada, de la misma manera que puede tener las piernas entreabiertas o completamente cerradas, en función de lo que haya determinado el spanker.

En cualquiera de estas posturas se pueden utilizar todos los implementos, ya sean largos o cortos, más o menos flexibles, etc.

### Sobre una mesa
Nuevamente existen diferentes variaciones de esta postura, siempre colocándose a lo ancho de la mesa, no a lo largo:
- El spankee apoya las palmas de las manos y los antebrazos en la mesa, mirando al frente o con la nariz pegada a la superficie de la mesa, con las piernas entreabiertas generalmente, dejando completamente expuestas las nalgas y los muslos. En este caso es perfectamente posible usar todos los implementos.

- El spankee se tiende completamente en la mesa, aferrando con las manos el extremo opuesto de la mesa, con las piernas cruzadas en el aire, lo que hace que tense las nalgas, endureciendo así el castigo. De esta manera, el spankee apenas puede moverse, ya que se encuentra casi en el aire, debiendo mantener el equilibrio. No deben usarse implementos demasiado rígidos ni con demasiada fuerza, pues se corre el riesgo de generar lesiones por aplastamiento.

### Sobre la cama o el sofá
En este caso, el spankee se coloca tumbado en la cama o el sofá con uno o varios almohadones bajo el estómago, lo que eleva su pelvis. Los implementos adecuados en esta postura son aquellos que no sean demasiado rígidos, ya que se corre el riesgo de causar importante lesiones en los huesos por aplastamiento; los que se suelen usar son aquellos de cuero, zapatillas, instrumentos cortos y bastones, además de la propia mano del spanker, claro.

### Con las manos apoyadas en la pared
En esta posición, al castigo se le une la incomodidad de mantener la postura que hace sufrir bastante la espalda, ya que se trata de que el spankee quede completamente en ángulo recto con la pared, manteniendo la espalda perfectamente recta, y también los brazos y las manos, pues quedan en posición poco natural. Esto impide que realice cualquier tipo de movimiento.
En este caso, no existe implemento que no se pueda usar.

## Psiquiatría
Durante largos períodos y hasta fechas muy recientes, estas prácticas estaban consideradas por la psiquiatría y la ciencia médica en general como parafilias aberrantes, cuya aparición precisaba de cuidados médico-psiquiátricos. Solo con la inclusión de las nuevas definiciones en la psiquiatría moderna, los juegos sexuales relacionados con la disciplina inglesa dejaron de ser considerados mayoritariamente como tales. Sin embargo, algunas escuelas de la psiquiatría moderna siguen manteniendo prácticas como la Disciplina Inglesa en su listado de parafilia, aunque existen controversias entre esos mismos profesionales sobre la conveniencia o no de considerarlas inocuas. 
Conviene recordar a efectos de precisión que la Asociación Psiquiátrica Americana, por ejemplo, una de las que mantiene esa definición respecto a la Disciplina Inglesa, no borró a la homosexualidad de su listado de enfermedades mentales hasta bien entrado el año 1973. Bianco Colmenares, en su Manual de diagnóstico de las enfermedades en Sexología, establece una diferenciación, no en cuanto a la actividad en sí, sino respecto a las variantes fisiológicas sexuales, que serían fundamentalmente tres: 1) objeto que activa el funcionamiento sexual; 2) método para desencadenar la respuesta; 3) frecuencia en la que se reproduce el comportamiento. Según el autor, habría patología solo cuando se da fijación, exclusividad o especificidad de estos parámetros. De este modo, todo comportamiento sexual estaría encuadrado en una forma de variante fisiológica de Objeto, Estímulo y/o Frecuencia. Habría variantes normales y patológicas (o parafílicas). Las parafilias serían las variantes patológicas, con lo que se logra una denominación descargada de significados peyorativos o moralizantes.

## Conceptos

### Azotador
El azotador tiene una posición de autoridad activa, similar a la del tutor que instruye al azotado. En la relación, el azotador es el que tiene que imponer orden a las travesuras cometidas y disciplinar mediante un castigo correctivo severo para cambiar la actitud del azotado.
En el acto del castigo se utiliza tanto la fuerza de la palabra, dándole un discurso aclarador sobre lo que no se debe hacer, así como el dolor infligido por los azotes que le propina tanto con su mano como con algún implemento. Los azotadores también usan otros castigos en combinación con o exclusivos del azote:
- Castigos en el rincón o variantes de dicho castigo típico.
- Copia reiterada de una oración o párrafo, o incluso escribir una redacción o una carta acerca de la falta o faltas cometidas.
- No cenar una noche o no recibir postre.
- Castigo sin ver la televisión o privación de algún juguete favorito.

### Azotado
Es el sujeto pasivo que en la relación consentida Spanko recibe el castigo. Su rol suele ser el de desobediente que tiene que ser disciplinado por alguien con autoridad.
En la disciplina doméstica es la esposa/esposo que, tras haber cometido alguna falta doméstica (p. ej. no fregar los platos de la cena), es castigado por su cónyuge.
Tiene el papel de receptor del castigo y simula aprender la lección que más tarde volverá a olvidar.